# Morretes
Morretes es una ciudad y municipio de Brasil dentro del estado de Paraná. Tiene una población de alrededor de 16.446 personas (2020). Es famosa por sus restaurantes, especialmente por el barreado, un plato tradicional de la región. También conserva numerosos monumentos históricos.

## Toponimia
El nombre "Morretes" se remonta hacia la época temprana de la colonización. Este es una referencia geográfica a los pequeños morros (en portugués "colinas") que rodean la ciudad.

## Historia
Hasta el siglo XVI, la actual región del municipio era territorio de los indios carios, una etnia indígena que ocupaba la franja costera brasileña desde Cananéia hasta la Laguna de los Patos. A partir de 1646, con el descubrimiento de yacimientos de oro, la región pasó a ser ocupada por mineros y aventureros de la ciudad de São Paulo.
En 1721 se fundó oficialmente la villa de Morretes. Fue el defensor del pueblo Rafael Pires Pardinho quien determinó que el Ayuntamiento de Paranaguá autorizase la medición y demarcación de trescientas brazas en una manzana, para la instalación de la aldea de Morretes. Desde mediados del siglo XVIII, el capitán parnanguarano Antonio Rodrigues de Carvalho y su esposa María Gomes Setúbal se instalaron en Morretes, donde pronto construyeron una capilla, dedicándola a Nossa Senhora do Porto e Menino Deus dos Três Morretes. El 21 de julio de 1769 el padre Francisco de Meira Calassa bendijo la capilla mortense.
A partir de este momento el lugar experimentó un gran crecimiento, convirtiéndose el sector comercial en un punto de referencia obligado para los viajeros que subían y bajaban de la montaña. El progreso de la villa provocó cierta rivalidad con Paranaguá, que llegó al punto de prohibir "... el comercio de chacras de secano en almacenes de Morretes", por orden del Defensor del Pueblo de la Capitanía en 1780. Al año siguiente, la prohibición fue revocada por orden por Dom Martín Lopes Saldanha, gobernador general de la capitanía.
Cuando era capellán de Morretes, el padre Francisco Xavier dos Passos logró, con la ayuda de la comunidad, renovar la antigua capilla. En aquella época, la vida social y cultural del lugar giraba en torno a las actividades de la iglesia. Los beneficiarios de la Capilla de Nossa Senhora do Porto y Menino Deus dos Três Morretes, de 1797 a 1809, fueron el teniente João Ferreira de Oliveira y, de 1810 a 1814, el sargento mayor Antonio Ricardo dos Santos.
El 1 de marzo de 1841, mediante la Ley Provincial Número Dieciséis, Morretes fue elevado a la categoría de municipio, con territorio separado de Antonina. La instalación oficial tuvo lugar el 5 de julio de 1841.
Por la Ley Provincial Número 188, del 24 de mayo de 1869, Morretes fue elevada a la categoría de ciudad, cambiando su nombre a Nhundiaquara. Finalmente, por la Ley Provincial Número 277, de 7 de abril de 1870, pasó a denominarse Morretes.
En el período de 1811 a 1832 el comercio superó a todas las demás actividades en Morretes. Y no sólo el comercio, sino también la industria, en particular la industria procesadora de yerba mate, iniciada por personas adineradas de Paranaguá, que instalaron plantas procesadoras de mate en varios puntos del municipio, casi todas impulsadas por energía hidráulica. En 1823 se construyó un gran teatro de madera y en él se representaron obras de gran importancia por parte de jóvenes de Mora, entre ellas una comedia basada en las fábulas del escritor griego Esopo. El 11 de octubre de 1843 se creó un Batallón de la Guardia Nacional y en la Guerra del Paraguay, en 1865, la ciudad envió una compañía de setenta soldados.
Con la llegada a la costa de los rieles siderúrgicos del Ferrocarril de Paraná, cuyo tráfico se inició en 1885, Morretes decayó estrepitosamente: su comercio se vio gravemente perjudicado, los molinos de yerba mate se paralizaron y esto afectó a toda la estructura socioeconómico-cultural del municipio. A partir de entonces se produjo una reacción, recuperando paulatinamente la importancia del municipio en el contexto del estado de Paraná.
La colonia agrícola Nova Italia, que estaba dividida en doce centros coloniales, fue fundada el 22 de abril de 1878, en un terreno donado por el coronel Antônio Ricardo dos Santos. En él se establecieron 543 familias, que sumaban 2 296 personas. Posteriormente, muchos pobladores abandonaron el lugar y se trasladaron a otras colonias, motivados principalmente por su inadaptación al clima de Morretes. El distrito de Porto de Cima es uno de los puntos de referencia histórica más importantes, no sólo para los morenses, sino para todo Paraná.

## Geografía
Se puede llegar a Morretes por carretera o tomando el Tren Serra Verde Express desde Curitiba, o el turístico Ferrocarril Paranagua-Curitiba .

## Principales puntos de interés

### Descripción general
Iglesia de San Benito (Igreja de São Benedito): Una de las atracciones de la ciudad es la Iglesia de San Benito. En 1760 se fundó en Morretes la Cofradía de San Benito. Entre 1865 y 1895 se construyeron la capilla y el cementerio. Esta tarea fue dificultosa ya que la región atravesaba un período de decadencia económica. Su arquitectura se compone del esquema edificatorio más sencillo de la tradición religiosa de la conquista: una nave, un campanario y una capilla mayor. En su interior hay numerosas imágenes de distintas épocas, entre ellas una del santo patrón, el "glorioso San Benito".

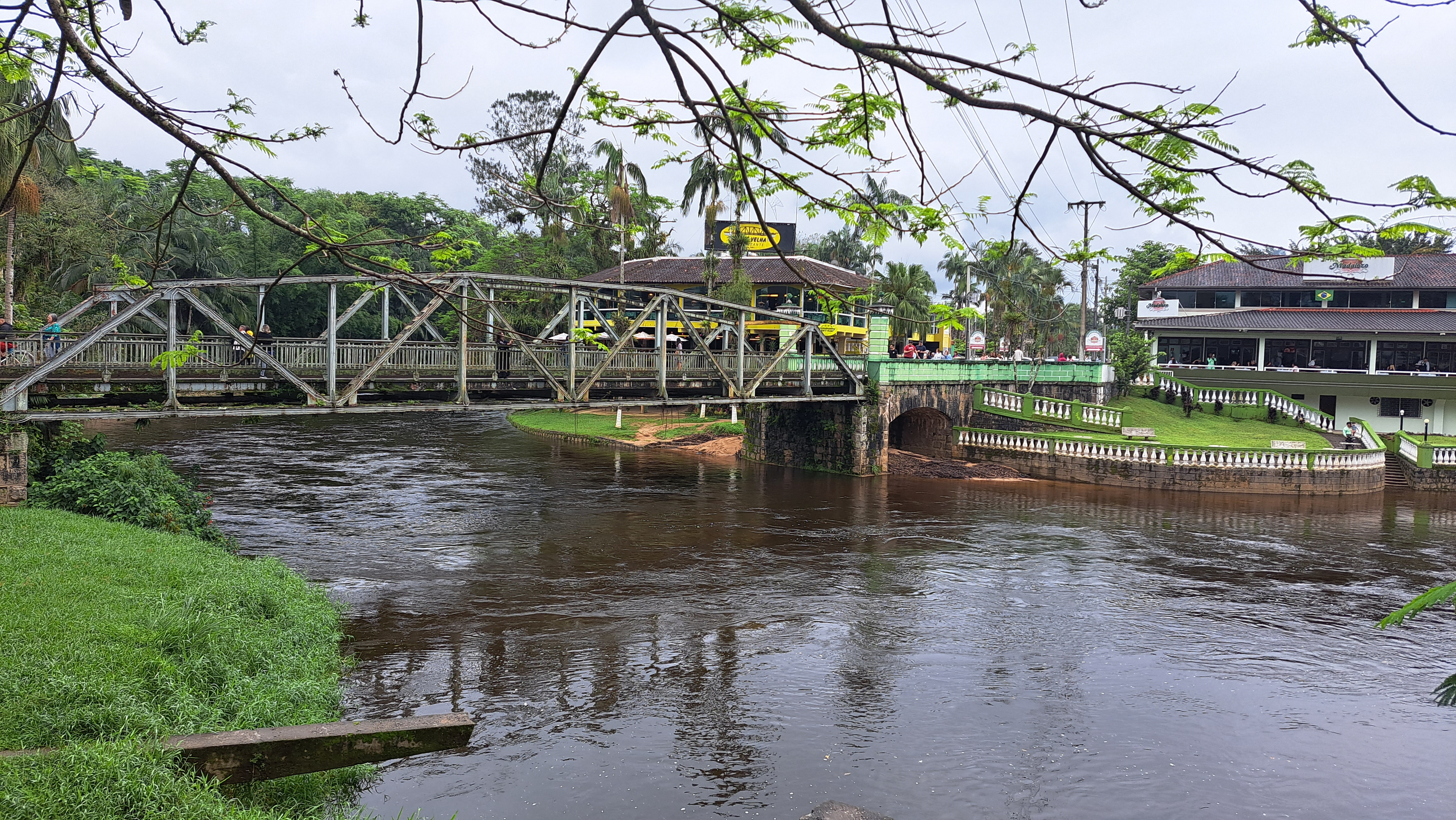
Río Nhundiaquara y el Puente Viejo.

Puente Viejo (Ponte Velha): Un puente de acero sobre el río Nhundiaquara que da acceso a restaurantes como Madalozo. Los peatones comparten espacio con los coches ya que hay un solo carril.
Tren Turístico (Trem Turístico): Saliendo de Curitiba hacia Paranaguá, el tren pasa por Morretes y para ahí. El tren, que recorre 74 km entre ambas ciudades de Paraná, consta de 18 vagones divididos en tres clases: económico, turístico y ejecutivo.

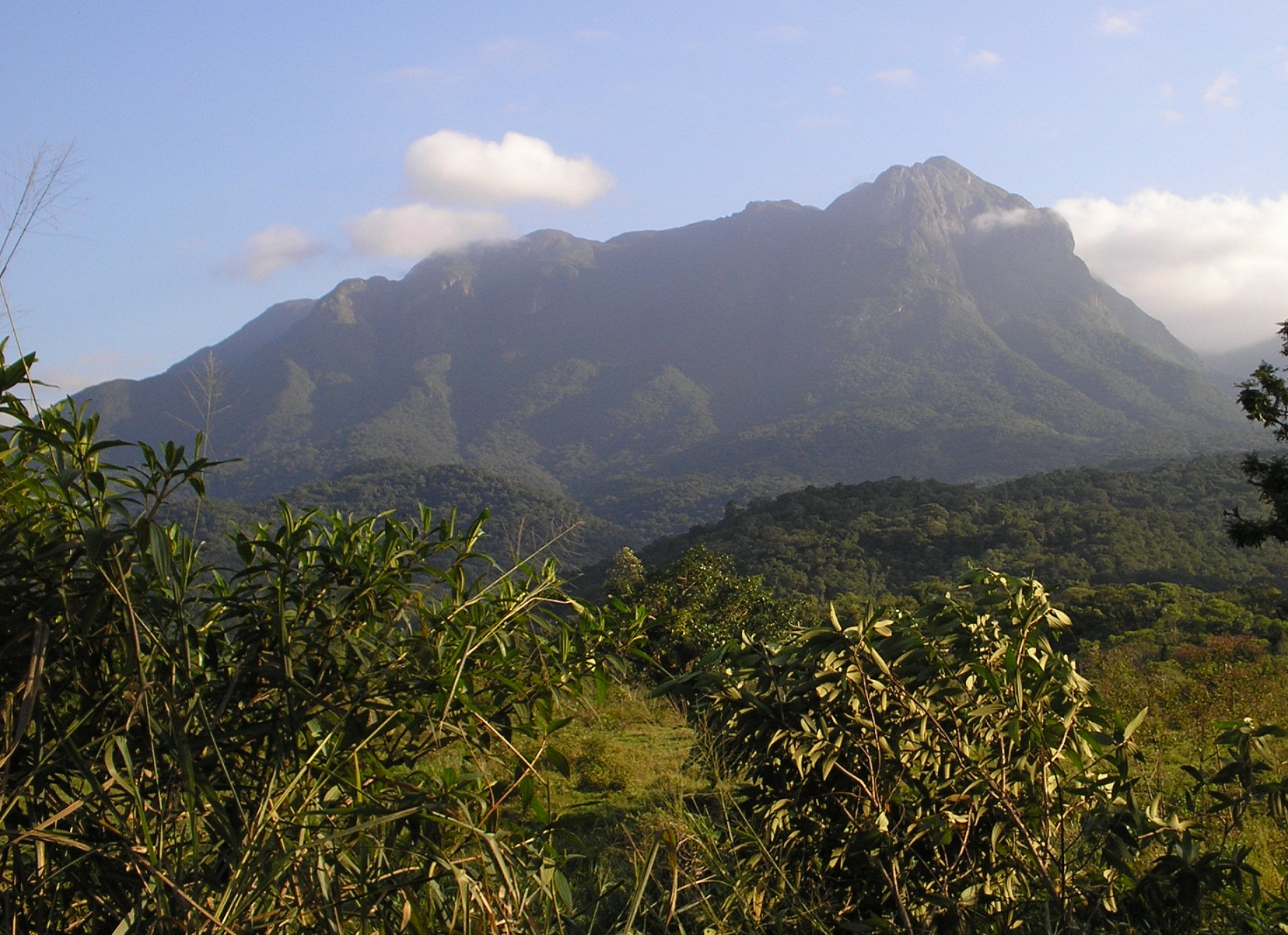
Pico Marumbi

Pico Marumbi (Pico do Marumbi): Ubicado en la montaña marina de Paraná, el parque estatal de Marumbi permanece cubierto de vegetación natural del bosque atlántico brasileño. En este lugar se realizan actividades como ducha en cascada, senderismo y escalada.
Calle de las Flores (Rua das Flores): La calle principal de Morretes, un paseo marítimo a orillas del río Nhundiaquara con mansiones históricas como la casa donde durmió Pedro II, Marco Zero, fuente, restaurantes y el primer telégrafo de la ciudad.

### Unidades de conservación[4]
El municipio contiene:
- Pico do Marumbi State Park: 8745 hectáreas (21 609,3 acre), creado en 1990.[5]
- Graciosa State Park: 1190 hectáreas (2940,6 acre), creado en 1990.[6]
- Guaratuba Environmental Protection Area: 6% of the 199 587 hectáreas (493 189,8 acre), creado en 1992.[7]
- Roberto Ribas Lange State Park: 61% de las 2699 hectáreas (6669,4 acre), creado en 1994[8]
- Pau Oco State Park: 906 hectáreas (2238,8 acre), creado en 1994[9]
- Guaricana National Park: Aproximadamente 19% de las 49 287 hectáreas (121 790,7 acre), creado en 2014 para proteger aun área montañosa del Bosque Atlántico[10].